# Skała (album Kayah)
Skała – ósmy album studyjny Kayah, wydany 14 września 2009 roku. Jest to pierwszy od ponad 6 lat album studyjny artystki.

## Informacje ogólne
Skała stylistycznie przypomina pierwszy autorski album Kayah, Kamień. Poszczególne piosenki nawiązują do jazzu. Kayah śpiewa w nich o uczuciach, przewrotności losu, dojrzewaniu i przemijaniu, miłości oraz ludzkich słabościach.
Przy Skale najbliżej z Kayah współpracował Krzysztof Pszona – wieloletni kierownik muzyczny jej zespołu oraz Andrzej Smolik, który nadał ostatecznie brzmienie na nowej płycie. Muzycznie płyta jest w dużej mierze akustyczna. Partie instrumentów smyczkowych nagrał Royal String Quartet. Poza muzykami, grającymi na stałe w zespole Kayah, na płycie usłyszeć można partie fortepianowe Janka Smoczyńskiego z zespołu June, gitarzystów: Tomka Krawczyka (Bisquit) i Tomka Organka (SOFA). Na swoją płytę Kayah zaprosiła także innych wokalistów. W nagraniach towarzyszyli jej Marta Maćkowska i Nick Sinckler (oboje brali udział w Fabryce Gwiazd) oraz Sqbass (młody wokalista współpracujący ze Smolikiem i Noviką).
30 września 2009 roku album uzyskał status złotej płyty, a 9 grudnia – platynowej. Album uzyskał nakład prawie 40 tys. egzemplarzy.
W lutym 2010 roku wydawnictwo uzyskało nominację do nagrody polskiego przemysłu fonograficznego Fryderyk w kategorii: album roku pop. Natomiast w lipcu album został nominowany do nagrody Superjedynki w kategorii płyta pop.

## Lista utworów
1. "Do diabła z przysłowiami"
2. "Jak skała"
3. "Ocean spokojny już"
4. "Marianna (z Gałczyńskich)"
5. "Bursztynowa wieża"
6. "Nie chcę niczego więcej"
7. "Feniks z popiołu"
8. "Lustro czeka"
9. "Dla mnie to skarb"
10. "Diamenty"
11. "Na balkonie w Weronie"

## Sprzedaż
| Lista | Kraj   | Pozycja |
| ----- | ------ | ------- |
| OLiS  | Polska | 1       |

## Single
- "Jak skała" – teledysk do singla miał swoją premierę 18 września 2009 roku.
- "Ocean spokojny już"